# Polizia religiosa
La polizia religiosa è una forza di polizia che è responsabile di vigilare sull'osservanza obbligatoria dei precetti e delle norme di comportamento di una determinata religione e delle norme della legge religiosa.

## Tipologie
La maggior parte di questo tipo di forze di polizia riguardano il rispetto della religione islamica e della legge religiosa (la sharia) in alcuni stati del mondo musulmano: ad esempio, in Arabia Saudita è attivo l'organo di polizia religiosa dipendente dall'ente denominato Comitato per l'imposizione della virtù e l'interdizione del vizio (Mutawwi'a), mentre in Iran, come forza che agisce con funzione di polizia religiosa, esiste il Basij e, dal 2005, la Gasht-e Ershad.
In altri paesi, invece, come è il caso del Vietnam, un apposito organo di polizia tiene sotto controllo il comportamento di gruppi sospettati di "estremismo religioso", con provvedimenti di arresto e detenzione inflitti a sospetti adepti del Protestantesimo "Dega" e agli appartenenti al gruppo cattolico Hà Mòn..

## Polizia religiosa nei diversi Stati
| Stato          | Polizia religiosa                                                 | Istituita nel | Note |
| -------------- | ----------------------------------------------------------------- | ------------- | --- |
| Afghanistan    | Comitato per l'imposizione della virtù e l'interdizione del vizio | 1996          | Istituito nel 1996, sciolta nel 2006 e reistiuita nel 2021.                                                                          |
| Arabia Saudita | Comitato per l'imposizione della virtù e l'interdizione del vizio | 1940          | I mutaween non ha accesso gli uffici della Saudi Aramco e nella King Abdullah University of Science and Technology.                  |
| Indonesia      | Wilayatul Hisbah                                                  | 2001          | Nella sola provincia di Aceh. |
| Iran           | Polizia morale Basij                                              | 2005 1979     | La Polizia morale è stata sciolta nel 2022 e restituita nel 2023.                                                                    |
| Malaysia       | Dipartimento per lo sviluppo islamico della Malesia (JAKIM)       | 1997          | Lo JAKIM assicura che "gli insegnamenti islamici siano ampiamente diffusi nella comunità".                                           |
| Nigeria        | Hisbah                                                            |               | La Hisbah è in la polizia islamica nei 12 stati nigeriani a maggioranza musulmana.                                                   |
| Sudan          | Forze di Polizia Popolari                                         | 1989          | Sciolte nel 2019 e reistituite nel 2022, le Forze di Polizia Popolari sono responsabili del rispetto delle leggi islamiche in Sudan. |